# Jean Dessaulles
Jean Dessaulles (1766 – 20 juin 1835) était un seigneur et homme politique du Bas-Canada.

## Biographie
Il est né à Saint-François-du-Lac en 1766 et a étudié au Collège Saint-Raphaël. Il a travaillé comme agent seigneurial pour sa tante, qui gérait la seigneurie de Saint-Hyacinthe. Dessaulles servit comme major dans la milice locale au cours de la guerre de 1812 et a pris le commandement du bataillon quand son cousin Hyacinthe-Marie Delorme tomba malade, puis servit comme lieutenant-colonel.
En 1814, il hérite d'une partie de la seigneurie de Saint-Hyacinthe après la mort de Delorme. Il épousa Marie-Rosalie, fille de Joseph Papineau, en 1816. Il est également élu dans le district de Richelieu à l'Assemblée législative du Bas-Canada la même année et continue de représenter la région jusqu'en 1830. Il a représenté Saint-Hyacinthe, anciennement partie de Richelieu, à l'Assemblée législative de 1830 à 1832. Il fut ensuite nommé au Conseil législatif du Bas-Canada. Dessaulles a contribué à soutenir le fonctionnement de l'école à Saint-Hyacinthe.
Il mourut à Saint-Hyacinthe en 1835.
Son fils Louis-Antoine est devenu un journaliste et un membre du Conseil législatif et son fils Georges-Casimir servit à l'Assemblée législative du Québec et au Sénat du Canada. Les deux fils ont eu des mandats comme maires de Saint-Hyacinthe. La fille de Georges-Casimir, Henriette Dessaulles, est devenue un écrivain et journaliste sous le pseudonyme de Fadette.